# 高進 (嘉靖進士)
高進（1501年—？），字維藎，號確斋，錦衣衛校籍直隸崑山縣人，明朝政治人物。

## 生平
嘉靖四年（1525年）乙酉科順天府鄉試第八名舉人。嘉靖八年（1529年）中式己丑科會試第二十五名，登第三甲第一百七十六名進士。九年授滑县知县。擢兵部主事，十四年十一月奉命往河南采选宫女，升兵部武选司员外郎，十八年十二月升山西按察司佥事，官至山西副使。

## 家族
曾祖高顯；祖父高恮，曾任光祿寺署丞贈工部郎中；父高嶼，曾任按察司副使。母康氏（封宜人）。具庆下。